# Sondergesandter des US-Präsidenten für das Klima
Der Sonderbeauftragte des US-Präsidenten für das Klima (amtlich U.S. Special Presidential Envoy for Climate) ist ein leitender Berater des Präsidenten der Vereinigten Staaten, der dem Executive Office of the President of the United States angehört und die Autorität über die Energie- und Klimapolitik hat. 

## Geschichte
Am 23. November 2020 kündigte der gewählte Präsident Joe Biden an, am Tag seiner Vereidigung zum US-Präsidenten die Position des Sonderbeauftragten für das Klima zu schaffen. Er nominierte den früheren Außenminister John Kerry als Beauftragten. 
Von 2009 bis 2011 gab es bereits – mit Carol M. Browner als Direktorin des Amtes für Energie- und Klimapolitik – unter dem 44. Präsidenten der USA, Barack Obama, eine ähnliche Position im Weißen Haus.

## Amtsinhaber
| Bild | Name         | Amtszeit                         | Unter Präsident |
| ---- | ------------ | -------------------------------- | --------------- |
|      | John Kerry   | 20. Januar 2021 bis 6. März 2024 | Joe Biden       |
|      | John Podesta | 6. März 2024 bis 20. Januar 2025 | Joe Biden       |

## Aufgabe
Der Sonderbeauftragte berät den Präsidenten bei Fragen des Klimawandels und soll dadurch zur Bewältigung der Klimakrise beitragen. Zudem ist der Sondergesandte Mitglied des Nationalen Sicherheitsrates der Vereinigten Staaten, da die Folgen der globalen Erwärmung als Risiko für die nationale Sicherheit angesehen werden.